# Coppa del Mondo di nuoto 2018
La XXX edizione della Coppa del Mondo di nuoto (FINA Swimming World Cup 2018) si disputò fra il 7 settembre e il 17 novembre 2018, mettendo in palio un montepremi totale di 2,5 milioni di dollari.
Le tappe in calendario furono 7, le stesse dell'edizione precedente, eccezion fatta per Berlino e Hong Kong, che lasciarono il posto a Budapest, alla prima assoluta in questa manifestazione.
Le principali novità di quest'edizione riguardarono sia i campi gara (nel primo Cluster si nuotò in vasca lunga, negli altri due in vasca corta) che la durata delle singole tappe (non più due giorni ma tre), e videro il ritorno del programma-gare completo in ciascuna di esse. Cambiarono poi anche le regole di assegnazione dei punteggi: pur continuando a non esserci limiti al numero di gare a cui un singolo atleta avrebbe potuto partecipare, ai fini delle classifiche "di Cluster" e generale gli vennero conteggiati solo i punti derivanti dalle migliori 3 prestazioni di ogni meeting.
Inoltre, un'ulteriore grossa novità si registrò con l'introduzione del cosiddetto "impegno" (committment nell'originale) che la FINA impose ai nuotatori e alle federazioni di appartenenza: queste ultime ebbero l'obbligo di schierare i loro migliori atleti in ogni tappa della manifestazione, mentre ai primi si chiese di rendersi disponibili per interviste, conferenze stampa, "parate dei campioni", e simili eventi mediatici, il tutto nell'ottica di "accrescere la visibilità dell'evento per promuovere lo sviluppo del Movimento-nuoto".
I vincitori furono il russo Vladimir Morozov in campo maschile e la svedese Sarah Sjöström in quello femminile, entrambi al secondo titolo nella manifestazione.

## Calendario
| Cluster | # | Date              | Sede                   | Impianto                                    |
| ------- | - | ----------------- | ---------------------- | ------------------------------------------- |
| Asia 1  | 1 | 7 - 9 settembre   | Kazan', Russia         | Aquatics Palace (vasca lunga)               |
| Asia 1  | 2 | 13 - 15 settembre | Doha, Qatar            | Hamad Aquatic Centre (vasca lunga)          |
| Europa  | 3 | 28 - 30 settembre | Eindhoven, Paesi Bassi | Pieter van den Hoogenband Swimming Stadium  |
| Europa  | 4 | 4 - 6 ottobre     | Budapest               | Duna Aréna                                  |
| Asia 2  | 5 | 2 - 4 novembre    | Pechino, Cina          | Centro acquatico nazionale                  |
| Asia 2  | 6 | 9 - 11 novembre   | Tokyo, Giappone        | Tokyo Tatsumi International Swimming Center |
| Asia 2  | 7 | 15 - 17 novembre  | Singapore              | OCBC Aquatic Centre                         |

## Attribuzione dei punteggi
In ciascuno dei sette eventi in calendario vengono assegnati dei punti secondo questi tre criteri:
- Ad ogni gara individuale (sono perciò escluse dal computo le staffette) ciascuno dei tre medagliati riceve 12, 9 e 6 punti, rispettivamente per oro, argento e bronzo. Se ci dovessero essere arrivi a pari merito, entrambi gli atleti riceverebbero lo stesso ammontare di punti (ad esempio per un terzo posto a pari merito entrambi gli atleti riceverebbero 6 punti).
- Vengono accordati 24, 18 e 12 punti alle tre migliori prestazioni maschili e alle tre migliori prestazioni femminili stabilite nel corso dei singoli eventi (o tappe) della manifestazione, classificate secondo il FINA Point Scoring System[6]. Se due o più nuotatori che rientrano fra i tre qui presi in esame hanno totalizzato nella loro prestazione migliore gli stessi punti-ranking (ad esempio finendo a pari merito nella stessa gara, o ricevendo lo stesso ammontare di punti-ranking in due gare distinte), sarà presa in considerazione la loro seconda miglior prestazione e, nel caso in cui la parità persista, la terza.
- Quando un nuotatore stabilisce un nuovo record del mondo riceve un extra di 20 punti; quando eguaglia un precedente record del mondo riceve un extra di 10 punti.

## Classifiche

### Maschile
| Pos.    | Atleta           | Nazionale   | Tot. | Russia (bandiera) | Qatar (bandiera) | Paesi Bassi (bandiera) | Ungheria (bandiera) | Cina (bandiera) | Giappone (bandiera) | Singapore (bandiera) |
| ------- | ---------------- | ----------- | ---- | ----------------- | ---------------- | ---------------------- | ------------------- | --------------- | ------------------- | -------------------- |
| Oro     | Vladimir Morozov | Russia      | 402  | 54                | 30               | 80                     | 54                  | 54              | 70                  | 60                   |
| Argento | Kirill Prigoda   | Russia      | 231  | 18                | 18               | 42                     | 30                  | 60              | 45                  | 18                   |
| Bronzo  | Mitch Larkin     | Australia   | 222  | 36                | 36               | 36                     | 36                  | 21              | 18                  | 39                   |
| 4       | Michael Andrew   | Stati Uniti | 201  | 42                | 45               | 6                      | 30                  | 27              | 24                  | 27                   |
| 5       | Blake Pieroni    | Stati Uniti | 183  | 21                | 36               | 30                     | 30                  | 27              | 15                  | 24                   |
| 6       | Anton Čupkov     | Russia      | 177  | 48                | 42               | 18                     | 18                  | 21              | 9                   | 21                   |
| 7       | Xu Jiayu         | Cina        | 158  | -                 | -                | -                      | -                   | 30              | 74                  | 54                   |
| 8       | Dávid Verrasztó  | Ungheria    | 105  | 27                | 27               | 9                      | 9                   | 18              | 9                   | 6                    |
| 9       | Chad le Clos     | Sudafrica   | 96   | 30                | -                | 33                     | 33                  | -               | -                   | -                    |
| 10      | Felipe Lima      | Brasile     | 87   | 21                | 24               | 18                     | 24                  | -               | -                   | -                    |

### Femminile
| Pos.    | Atleta              | Nazionale   | Tot. | Russia (bandiera) | Qatar (bandiera) | Paesi Bassi (bandiera) | Ungheria (bandiera) | Cina (bandiera) | Giappone (bandiera) | Singapore (bandiera) |
| ------- | ------------------- | ----------- | ---- | ----------------- | ---------------- | ---------------------- | ------------------- | --------------- | ------------------- | -------------------- |
| Oro     | Sarah Sjöström      | Svezia      | 339  | 60                | 60               | 54                     | 30                  | 33              | 48                  | 54                   |
| Argento | Katinka Hosszú      | Ungheria    | 306  | 36                | 54               | 36                     | 36                  | 60              | 48                  | 36                   |
| Bronzo  | Ranomi Kromowidjojo | Paesi Bassi | 255  | 24                | 39               | 30                     | 36                  | 33              | 57                  | 36                   |
| 4       | Julija Efimova      | Russia      | 255  | 42                | 36               | 45                     | 30                  | 51              | 30                  | 21                   |
| 5       | Femke Heemskerk     | Paesi Bassi | 198  | 24                | 27               | 21                     | 21                  | 39              | 33                  | 33                   |
| 6       | Alia Atkinson       | Giamaica    | 182  | -                 | -                | 21                     | 68                  | 21              | 24                  | 48                   |
| 7       | Emily Seebohm       | Australia   | 138  | -                 | -                | 24                     | 36                  | 24              | 24                  | 30                   |
| 8       | Kira Toussaint      | Paesi Bassi | 135  | 36                | 30               | 6                      | -                   | 18              | 21                  | 24                   |
| 9       | Wang Jianjiahe      | Cina        | 122  | -                 | -                | 54                     | 68                  | -               | -                   | -                    |
| 10      | Vitalina Simonova   | Russia      | 114  | 21                | 27               | 9                      | 15                  | 15              | 9                   | 18                   |

## Vincitori

### Kazan'
Fonte
| Gara                 | Atleti                                                                | Perf.                           | Gara          | Atleti                                                                 | Perf.                             | Gara   | Atleti                         | Perf.           |
| -------------------- | --------------------------------------------------------------------- | ------------------------------- | ------------- | ---------------------------------------------------------------------- | --------------------------------- | ------ | ------------------------------ | --------------- |
| Stile libero         |                                                                       |                                 |               |                                                                        |                                   |        |                                |                 |
| 50 m                 | Vladimir Morozov Sarah Sjöström                                       | 21"49 23"83                     | 200 m         | Blake Pieroni Sarah Sjöström                                           | 1'47"32 1'55"98                   | 800 m  | Zhou Chanzhen                  | 8'35"03         |
| 100 m                | Vladimir Morozov Sarah Sjöström                                       | 48"26 52"99                     | 400 m         | Jaroslav Potapov Katinka Hosszú                                        | 3'54"78 4'12"09                   | 1500 m | Jaroslav Potapov               | 15'27"92        |
| Dorso                |                                                                       |                                 |               |                                                                        |                                   |        |                                |                 |
| 50 m                 | Vladimir Morozov Kira Toussaint                                       | 24"43 28"18                     | 100 m         | Mitch Larkin Kira Toussaint                                            | 53"99 59"80                       | 200 m  | Mitch Larkin Katinka Hosszú    | 1'57"23 2'10"13 |
| Rana                 |                                                                       |                                 |               |                                                                        |                                   |        |                                |                 |
| 50 m                 | Felipe Lima Julija Efimova                                            | 26"90 30"92                     | 100 m         | Anton Čupkov Julija Efimova                                            | 59"53 1'05"94                     | 200 m  | Anton Čupkov Vitalina Simonova | 2'07"59 2'23"86 |
| Farfalla             |                                                                       |                                 |               |                                                                        |                                   |        |                                |                 |
| 50 m                 | Andrij Hovorov Sarah Sjöström                                         | 22"87 25"39                     | 100 m         | Michael Andrew Sarah Sjöström                                          | 51"96 57"42                       | 200 m  | Chad le Clos Katinka Hosszú    | 1'56"58 2'08"93 |
|                      |                                                                       |                                 | Misti         |                                                                        |                                   |        |                                |                 |
| 200 m                | Mitch Larkin Katinka Hosszú                                           | 1'59"47 2'12"71                 | 400 m         | Dávid Verrasztó Katinka Hosszú                                         | 4'20"68 4'37"82                   |        |                                |                 |
| Staffette            |                                                                       |                                 |               |                                                                        |                                   |        |                                |                 |
| 4x100 m stile libero | Paesi Bassi Kyle Stolk Jesse Puts Femke Heemskerk Ranomi Kromowidjojo | 3'27"42 50"29 49"48 53"23 54"42 | 4x100 m mista | Paesi Bassi Kira Toussaint Arno Kamminga Mathys Goosen Femke Heemskerk | 3'46"10 1'00"82 59"63 52"55 53"10 |        |                                |                 |

### Doha
Fonte
| Gara                 | Atleti                                                                | Perf.                           | Gara          | Atleti                                                                 | Perf.                               | Gara   | Atleti                          | Perf.           |
| -------------------- | --------------------------------------------------------------------- | ------------------------------- | ------------- | ---------------------------------------------------------------------- | ----------------------------------- | ------ | ------------------------------- | --------------- |
| Stile libero         |                                                                       |                                 |               |                                                                        |                                     |        |                                 |                 |
| 50 m                 | Vladimir Morozov Sarah Sjöström                                       | 21"80 23"99                     | 200 m         | Blake Pieroni Sarah Sjöström                                           | 1'47"20 1'56"32                     | 800 m  | Katinka Hosszú                  | 8'34"58         |
| 100 m                | Blake Pieroni Sarah Sjöström                                          | 48"11 53"13                     | 400 m         | Blake Pieroni Katinka Hosszú                                           | 3'53"98 4'10"02                     | 1500 m | Marcos Gil Corbacho             | 15'28"19        |
| Dorso                |                                                                       |                                 |               |                                                                        |                                     |        |                                 |                 |
| 50 m                 | Michael Andrew Kira Toussaint                                         | 24"49 28"01                     | 100 m         | Mitch Larkin Katinka Hosszú                                            | 53"68 59"63                         | 200 m  | Mitch Larkin Katinka Hosszú     | 1'57"45 2'11"00 |
| Rana                 |                                                                       |                                 |               |                                                                        |                                     |        |                                 |                 |
| 50 m                 | Felipe Lima Julija Efimova                                            | 26"84 30"43                     | 100 m         | Felipe Lima Julija Efimova                                             | 59"61 1'06"27                       | 200 m  | Anton Čupkov Julija Efimova     | 2'08"77 2'23"55 |
| Farfalla             |                                                                       |                                 |               |                                                                        |                                     |        |                                 |                 |
| 50 m                 | Andrij Hovorov Sarah Sjöström                                         | 22"82 25"22                     | 100 m         | Michael Andrew Sarah Sjöström                                          | 51"83 56"46                         | 200 m  | Maksym Shemberev Katinka Hosszú | 1'58"45 2'09"26 |
|                      |                                                                       |                                 | Misti         |                                                                        |                                     |        |                                 |                 |
| 200 m                | Mitch Larkin Katinka Hosszú                                           | 1'59"14 2'11"57                 | 400 m         | Dávid Verrasztó Katinka Hosszú                                         | 4'13"44 4'39"57                     |        |                                 |                 |
| Staffette            |                                                                       |                                 |               |                                                                        |                                     |        |                                 |                 |
| 4x100 m stile libero | Paesi Bassi Kyle Stolk Jesse Puts Femke Heemskerk Ranomi Kromowidjojo | 3'30"81 50"58 50"08 55"10 55"05 | 4x100 m mista | Paesi Bassi Kira Toussaint Arno Kamminga Mathys Goosen Femke Heemskerk | 3'49"18 1'01"80 1'00"07 53"44 53"87 |        |                                 |                 |

### Eindhoven
Fonte
| Gara                | Atleti                                                                | Perf.                           | Gara         | Atleti                                                                  | Perf.                           | Gara   | Atleti                        | Perf.           |
| ------------------- | --------------------------------------------------------------------- | ------------------------------- | ------------ | ----------------------------------------------------------------------- | ------------------------------- | ------ | ----------------------------- | --------------- |
| Stile libero        |                                                                       |                                 |              |                                                                         |                                 |        |                               |                 |
| 50 m                | Vladimir Morozov Ranomi Kromowidjojo                                  | 20"69 23"26                     | 200 m        | Blake Pieroni Sarah Sjöström                                            | 1'41"83 1'52"25                 | 800 m  | Wang Jianjiahe                | 8'03"86         |
| 100 m               | Vladimir Morozov Sarah Sjöström                                       | 45"69 51"21                     | 400 m        | Mack Horton Wang Jianjiahe                                              | 3'39"52 3'54"63                 | 1500 m | Maksym Shemberev              | 14'45"17        |
| Dorso               |                                                                       |                                 |              |                                                                         |                                 |        |                               |                 |
| 50 m                | Mitch Larkin Etiene Medeiros                                          | 23"34 26"07                     | 100 m        | Mitch Larkin Kathleen Baker                                             | 50"08 55"91                     | 200 m  | Mitch Larkin Kathleen Baker   | 1'49"75 2'00"85 |
| Rana                |                                                                       |                                 |              |                                                                         |                                 |        |                               |                 |
| 50 m                | Felipe Lima Alia Atkinson                                             | 25"92 29"18                     | 100 m        | Kirill Prigoda Julija Efimova                                           | 56"88 1'03"41                   | 200 m  | Kirill Prigoda Julija Efimova | 2'01"59 2'15"62 |
| Farfalla            |                                                                       |                                 |              |                                                                         |                                 |        |                               |                 |
| 50 m                | Nicholas Santos Sarah Sjöström                                        | 22"08 24"61                     | 100 m        | Chad le Clos Sarah Sjöström                                             | 49"56 54"91                     | 200 m  | Chad le Clos Katinka Hosszú   | 1'51"09 2'02"87 |
| Misti               |                                                                       |                                 |              |                                                                         |                                 |        |                               |                 |
| 100 m               | Vladimir Morozov Katinka Hosszú                                       | 50"26 57"44                     | 200 m        | Daiya Seto Katinka Hosszú                                               | 1'51"09 2'05"06                 | 400 m  | Daiya Seto Katinka Hosszú     | 3'57"25 4'25"15 |
| Staffette           |                                                                       |                                 |              |                                                                         |                                 |        |                               |                 |
| 4x50 m stile libero | Paesi Bassi Jesse Puts Kyle Stolk Femke Heemskerk Ranomi Kromowidjojo | 1'29"90 21"83 21"50 23"40 23"17 | 4x50 m mista | Paesi Bassi Kira Toussaint Arno Kamminga Ranomi Kromowidjojo Jesse Puts | 1'38"64 26"20 26"51 25"04 20"89 |        |                               |                 |

### Budapest
Fonte
| Gara                | Atleti                                                                    | Perf.                           | Gara         | Atleti                                                                   | Perf.                           | Gara   | Atleti                        | Perf.           |
| ------------------- | ------------------------------------------------------------------------- | ------------------------------- | ------------ | ------------------------------------------------------------------------ | ------------------------------- | ------ | ----------------------------- | --------------- |
| Stile libero        |                                                                           |                                 |              |                                                                          |                                 |        |                               |                 |
| 50 m                | Vladimir Morozov Ranomi Kromowidjojo                                      | 20"51 23"23                     | 200 m        | Blake Pieroni Sarah Sjöström                                             | 1'42"00 1'51"60                 | 800 m  | Wang Jianjiahe                | 7'59"44         |
| 100 m               | Vladimir Morozov Ranomi Kromowidjojo                                      | 45"30 51"01                     | 400 m        | Mack Horton Wang Jianjiahe                                               | 3'41"78 3'53"97                 | 1500 m | Mack Horton                   | 14'39"84        |
| Dorso               |                                                                           |                                 |              |                                                                          |                                 |        |                               |                 |
| 50 m                | Michael Andrew Emily Seebohm                                              | 23"19 26"05                     | 100 m        | Mitch Larkin Emily Seebohm                                               | 49"96 55"81                     | 200 m  | Mitch Larkin Emily Seebohm    | 1'49"52 1'59"94 |
| Rana                |                                                                           |                                 |              |                                                                          |                                 |        |                               |                 |
| 50 m                | Felipe Lima Alia Atkinson                                                 | 25"88 28"56                     | 100 m        | Felipe Lima Alia Atkinson                                                | 56"69 1'02"80                   | 200 m  | Kirill Prigoda Julija Efimova | 2'01"58 2'17"88 |
| Farfalla            |                                                                           |                                 |              |                                                                          |                                 |        |                               |                 |
| 50 m                | Nicholas Santos Ranomi Kromowidjojo                                       | 21"75 24"65                     | 100 m        | Chad le Clos Kelsi Dahlia                                                | 49"22 54"84                     | 200 m  | Chad le Clos Katinka Hosszú   | 1'50"29 2'03"14 |
| Misti               |                                                                           |                                 |              |                                                                          |                                 |        |                               |                 |
| 100 m               | Vladimir Morozov Katinka Hosszú                                           | 50"32 57"64                     | 200 m        | Mitch Larkin Katinka Hosszú                                              | 1'52"96 2'04"13                 | 400 m  | Richard Nagy Katinka Hosszú   | 4'10"91 4'23"55 |
| Staffette           |                                                                           |                                 |              |                                                                          |                                 |        |                               |                 |
| 4x50 m stile libero | Paesi Bassi Jesse Puts Ben Schwietert Femke Heemskerk Ranomi Kromowidjojo | 1'30"01 21"55 21"89 23"31 23"26 | 4x50 m mista | Paesi Bassi Jesse Puts Arno Kamminga Ranomi Kromowidjojo Femke Heemskerk | 1'38"68 24"17 26"39 24"96 23"16 |        |                               |                 |

### Pechino
Fonte
| Gara                | Atleti                                     | Perf.                           | Gara         | Atleti                                          | Perf.                           | Gara   | Atleti                         | Perf.           |
| ------------------- | ------------------------------------------ | ------------------------------- | ------------ | ----------------------------------------------- | ------------------------------- | ------ | ------------------------------ | --------------- |
| Stile libero        |                                            |                                 |              |                                                 |                                 |        |                                |                 |
| 50 m                | Vladimir Morozov Ranomi Kromowidjojo       | 20"87 23"48                     | 200 m        | Blake Pieroni Femke Heemskerk                   | 1'42"65 1'52"22                 | 800 m  | Yang Caiping                   | 8'29"05         |
| 100 m               | Vladimir Morozov Ranomi Kromowidjojo       | 45"66 51"51                     | 400 m        | Ji Xinjie Li Bingjie                            | 3'40"82 3'59"20                 | 1500 m | Mychajlo Romančuk              | 14'29"88        |
| Dorso               |                                            |                                 |              |                                                 |                                 |        |                                |                 |
| 50 m                | Xu Jiayu Kira Toussaint                    | 22"70 26"21                     | 100 m        | Mitch Larkin Minna Atherton                     | 49"97 56"49                     | 200 m  | Xu Jiayu Minna Atherton        | 1'49"08 2'02"02 |
| Rana                |                                            |                                 |              |                                                 |                                 |        |                                |                 |
| 50 m                | Kirill Prigoda Alia Atkinson               | 26"02 29"16                     | 100 m        | Kirill Prigoda Julija Efimova                   | 56"61 1'03"09                   | 200 m  | Kirill Prigoda Julija Efimova  | 2'01"59 2'16"98 |
| Farfalla            |                                            |                                 |              |                                                 |                                 |        |                                |                 |
| 50 m                | Vladimir Morozov Sarah Sjöström            | 22"27 25"03                     | 100 m        | Li Zhuhao Sarah Sjöström                        | 50"74 55"58                     | 200 m  | Li Zhuhao Katinka Hosszú       | 1'51"94 2'02"88 |
| Misti               |                                            |                                 |              |                                                 |                                 |        |                                |                 |
| 100 m               | Vladimir Morozov Katinka Hosszú            | 50"84 57"05                     | 200 m        | Wang Shun Katinka Hosszú                        | 1'52"08 2'05"25                 | 400 m  | Dávid Verrasztó Katinka Hosszú | 4'04"09 4'25"68 |
| Staffette           |                                            |                                 |              |                                                 |                                 |        |                                |                 |
| 4x50 m stile libero | Cina Hou Yujie Yu Hexin Wu Yue Zhu Menghui | 1'31"17 22"13 21"65 23"62 23"77 | 4x50 m mista | Cina Xu Jiayu Yan Zibei Zhang Yufei Zhu Menghui | 1'38"69 23"73 25"74 25"49 23"73 |        |                                |                 |

### Tokyo
Fonte
| Gara                | Atleti                                                     | Perf.                           | Gara         | Atleti                                                              | Perf.                           | Gara   | Atleti                        | Perf.           |
| ------------------- | ---------------------------------------------------------- | ------------------------------- | ------------ | ------------------------------------------------------------------- | ------------------------------- | ------ | ----------------------------- | --------------- |
| Stile libero        |                                                            |                                 |              |                                                                     |                                 |        |                               |                 |
| 50 m                | Vladimir Morozov Sarah Sjöström                            | 20"49 23"26                     | 200 m        | Kyle Chalmers Femke Heemskerk                                       | 1'41"83 1'51"91                 | 800 m  | Mayuko Goto                   | 8'19"74         |
| 100 m               | Vladimir Morozov Ranomi Kromowidjojo                       | 45"16 51"26                     | 400 m        | Mack Horton Femke Heemskerk                                         | 3'40"58 4'01"29                 | 1500 m | Mychajlo Romančuk             | 14'27"93        |
| Dorso               |                                                            |                                 |              |                                                                     |                                 |        |                               |                 |
| 50 m                | Xu Jiayu Kira Toussaint                                    | 22"87 26"21                     | 100 m        | Xu Jiayu Minna Atherton                                             | 48"88 56"04                     | 200 m  | Xu Jiayu Emily Seebohm        | 1'48"32 2'01"13 |
| Rana                |                                                            |                                 |              |                                                                     |                                 |        |                               |                 |
| 50 m                | Peter Stevens Alia Atkinson                                | 26"03 28"95                     | 100 m        | Kirill Prigoda Alia Atkinson                                        | 56"58 1'03"09                   | 200 m  | Kirill Prigoda Julija Efimova | 2'01"30 2'16"29 |
| Farfalla            |                                                            |                                 |              |                                                                     |                                 |        |                               |                 |
| 50 m                | Vladimir Morozov Ranomi Kromowidjojo                       | 22"29 24"51                     | 100 m        | Takeshi Kawamoto Rikako Ikee                                        | 50"28 55"31                     | 200 m  | Li Zhuhao Katinka Hosszú      | 1'50"92 2'03"01 |
| Misti               |                                                            |                                 |              |                                                                     |                                 |        |                               |                 |
| 100 m               | Vladimir Morozov Katinka Hosszú                            | 50"26 57"25                     | 200 m        | Wang Shun Katinka Hosszú                                            | 1'51"45 2'04"65                 | 400 m  | Kōsuke Hagino Katinka Hosszú  | 4'01"93 4'21"91 |
| Staffette           |                                                            |                                 |              |                                                                     |                                 |        |                               |                 |
| 4x50 m stile libero | Giappone Kosuke Matsui Yuuya Tanaka Mayu Terayama Aya Sato | 1'31"72 21"67 21"36 24"85 23"84 | 4x50 m mista | Australia Minna Atherton Matthew Wilson Emily Seebohm Kyle Chalmers | 1'39"74 26"50 26"08 25"75 21"41 |        |                               |                 |

### Singapore
Fonte
| Gara                | Atleti                                                              | Perf.                           | Gara         | Atleti                                                              | Perf.                           | Gara   | Atleti                      | Perf.           |
| ------------------- | ------------------------------------------------------------------- | ------------------------------- | ------------ | ------------------------------------------------------------------- | ------------------------------- | ------ | --------------------------- | --------------- |
| Stile libero        |                                                                     |                                 |              |                                                                     |                                 |        |                             |                 |
| 50 m                | Vladimir Morozov Sarah Sjöström                                     | 20"48 23"21                     | 200 m        | Blake Pieroni Femke Heemskerk                                       | 1'41"15 1'52"57                 | 800 m  | Femke Heemskerk             | 8'33"00         |
| 100 m               | Vladimir Morozov Sarah Sjöström                                     | 44"95 51"13                     | 400 m        | Mack Horton Reva Foos                                               | 3'41"44 4'07"07                 | 1500 m | Mack Horton                 | 14'44"22        |
| Dorso               |                                                                     |                                 |              |                                                                     |                                 |        |                             |                 |
| 50 m                | Xu Jiayu Kira Toussaint                                             | 22"71 26"04                     | 100 m        | Xu Jiayu Kira Toussaint                                             | 48"98 55"92                     | 200 m  | Xu Jiayu Emily Seebohm      | 1'48"93 2'01"60 |
| Rana                |                                                                     |                                 |              |                                                                     |                                 |        |                             |                 |
| 50 m                | Il'ja Šymanovič Alia Atkinson                                       | 25"95 28"93                     | 100 m        | Yan Zibei Alia Atkinson                                             | 56"34 1'02"74                   | 200 m  | Anton Čupkov Julija Efimova | 2'01"73 2'16"05 |
| Farfalla            |                                                                     |                                 |              |                                                                     |                                 |        |                             |                 |
| 50 m                | Vladimir Morozov Sarah Sjöström                                     | 22"17 24"63                     | 100 m        | Li Zhuhao Sarah Sjöström                                            | 49"64 55"73                     | 200 m  | Li Zhuhao Katinka Hosszú    | 1'50"96 2'02"86 |
| Misti               |                                                                     |                                 |              |                                                                     |                                 |        |                             |                 |
| 100 m               | Vladimir Morozov Sarah Sjöström                                     | 50"31                           | 200 m        | Wang Shun Katinka Hosszú                                            | 1'51"84 2'04"79                 | 400 m  | Wang Shun Katinka Hosszú    | 3'59"99 4'24"02 |
| Staffette           |                                                                     |                                 |              |                                                                     |                                 |        |                             |                 |
| 4x50 m stile libero | Australia Louis Townsend Kyle Chalmers Madison Wilson Emily Seebohm | 1'31"57 21"66 20"94 24"92 24"05 | 4x50 m mista | Australia Minna Atherton Matthew Wilson Emily Seebohm Kyle Chalmers | 1'39"69 26"32 26"36 25"51 21"50 |        |                             |                 |